# Campeonato Gaúcho Série A2
De Campeonato Gaúcho Série A2 is de tweede hoogste voetbalcompetitie van de Braziliaanse staat Rio Grande do Sul. De competitie wordt georganiseerd door de FGF en werd voor het eerst gespeeld in 1952.

## Geschiedenis
Reeds in 1919 werd met het Campeonato Gaúcho een staatscompetitie gespeeld. In tegenstelling tot de andere Braziliaanse staten was dit geen op zich zelf staande competitie, maar een eindronde van de verscheidene stadscompetitie die plaatsvonden in de staat, waardoor er elk jaar andere deelnemers waren. In 1952 richtte de bond ook een soort tweede klasse op, waarvoor de clubs zich ook voor moesten plaatsen via de stadscompetities waardoor de kampioen niet eens zeker was van een plaats in de competitie het volgende seizoen. Vanaf 1961 kwam er een wel een competitie zoals in de andere staten echter volgde de tweede klasse pas twee jaar later. Vanaf 1965 mocht de kampioen ook promoveren naar de hoogste klasse. Tussen 1971 en 1974 en in 1976 werd er geen competitie gespeeld.

## Naamswijzigingen
- 1952-1960 - Segunda Divisão de Profissionais
- 1961-1964 - Torneido de Acesso
- 1965-1966 - Divisão de Profissionais
- 1967-1969 - Divisão de Ascenso
- 1970 - Divisão de Profissionais
- 1975-1998 - Segunda Divisão
- 1999-2002 - Divisão de Acesso
- 2003-2011 - Segunda Divisão
- 2012-2020 - Divisão de Acesso
- 2021-???? - Série A2

## Overzicht
- 1952 -  Sá Viana
- 1953 -  Flamengo
- 1954 -  Guarany de Cruz Alta
- 1955 -  Guarany de Cruz Alta
- 1956 -  Glória
- 1957 -  Nacional
- 1958 -  Elite
- 1959 -  Lajeadense
- 1960 -  Tamoyo
- 1961 -  Brasil de Pelotas
- 1962 -  Rio Grande
- 1963 -  São José
- 1964 -  Bagé
- 1965 -  Rio-Grandense
- 1966 -  Gaúcho
- 1967 -  Ypiranga de Erechim
- 1967 -  São Paulo
- 1968 -  Inter de Santa Maria
- 1968 -  14 de Julho
- 1969 -  Esportivo
- 1970 -  São Paulo
- 1975 -  São Luiz
- 1977 -  Gaúcho
- 1978 -  Riograndense
- 1979 -  Lajeadense
- 1980 -  Armour
- 1981 -  São José
- 1982 -  Bagé
- 1983 -  Pelotas
- 1984 -  Gaúcho
- 1985 -  Bagé
- 1986 -  Passo Fundo
- 1987 -  Guarany de Cruz Alta
- 1988 -  Glória
- 1989 -  Ypiranga de Erechim
- 1990 -  São Luiz
- 1991 -  Inter de Santa Maria
- 1992 -  Brasil de Farroupilha
- 1993 -  Veranópolis
- 1994 -  Atlético Carazinho
- 1995 -  Santo Ângelo
- 1996 -  Novo Hamburgo
- 1997 -  Grêmio São José
- 1998 -  Torrense
- 1999 -  Esportivo
- 2000 -  Novo Hamburgo
- 2001 -  Palmeirense
- 2002 -  Grêmio São José
- 2003 -  Ulbra
- 2004 -  Brasil de Pelotas
- 2005 -  São Luiz
- 2006 -  Guarany de Bagé
- 2007 -  Sapucaiense
- 2008 -  Ypiranga de Erechim
- 2009 -  Porto Alegre
- 2010 -  Cruzeiro
- 2011 -  Avenida
- 2012 -  Esportivo
- 2013 -  Brasil de Pelotas
- 2014 -  Ypiranga de Erechim
- 2015 -  Glória
- 2016 -  Caxias
- 2017 -  São Luiz
- 2018 -  Pelotas
- 2019 -  Ypiranga de Erechim
- 2020 - Geannuleerd wegens coronapandemie
- 2021 -  União Frederiquense
- 2022 -  Esportivo
- 2023 -  Santa Cruz
- 2024 -  Monsoon

## Eeuwige ranglijst
Vetgedrukt de clubs die in 2024 in de Série A2 spelen. Enkel seizoenen vanaf 1963 worden weergegeven omdat voorheen geen eenvormige competitie gespeeld werd maar meer een eindronde van lokale competities. Van de seizoenen 1975 en 1977 zijn telkens maar de kampioen en vicekampioen bekend. Hoewel seizoen 2020 na drie wedstrijden geannuleerd werd wordt dit seizoen er wel bijgeteld.
| Club                          | Stad                  | /57 | Periode (1963-1970, 1975, 1977-2024)                                                     |
| ----------------------------- | --------------------- | --- | ---------------------------------------------------------------------------------------- |
| Bagé                          | Bagé                  | 40  | 1963-1970, 1981-1982, 1985, 1987-1993, 1996-2011, 2018-2021                              |
| Avenida                       | Santa Cruz do Sul     | 38  | 1963-1970, 1978, 1980-1991, 1998, 2000, 2002-2008, 2011, 2013-2014, 2016-2017, 2020-2022 |
| Lajeadense                    | Lajeado               | 36  | 1963-1970, 1979, 1981-1986, 1996-1997, 1999-2007, 2009-2010, 2017-                       |
| Rio Grande                    | Rio Grande            | 33  | 1978-1979, 1981-1984, 1986-1995, 1997-2012, 2015                                         |
| 14 de Julho                   | Santana do Livramento | 30  | 1964-1966, 1978-1995, 1998, 2005-2012                                                    |
| Guarany de Bagé               | Bagé                  | 32  | 1969, 1983-2006, 2009-2011, 2017, 2020-2021, 2023                                        |
| Inter de Santa Maria          | Santa Maria           | 29  | 1963-1968, 1990-1991, 2000-2007, 2012-                                                   |
| Brasil de Farroupilha         | Farroupilha           | 28  | 1986-1990, 1992, 1999-2000, 2004-2018, 2020-                                             |
| Farroupilha                   | Pelotas               | 27  | 1978, 1981-1982, 1984, 1986-1996, 1999-2000, 2002-2004, 2007-2013, 2019                  |
| Igrejinha                     | Igrejinha             | 26  | 1963-1966, 1969-1970, 1978-1979, 1981-1984, 1986-1995, 2018-2021                         |
| Glória                        | Vacaria               | 25  | 1979-1981, 1986-1988, 1999-2000, 2002, 2008-2015, 2017                                   |
| São Paulo                     | Rio Grande            | 25  | 1963-1967, 1985, 1990, 1995, 1999-2000, 2003-2013, 2019-2022                             |
| Riograndense                  | Santa Maria           | 25  | 1963-1970, 1978, 1984, 1986, 1999, 2004-2016                                             |
| Ypiranga de Erechim           | Erechim               | 24  | 1963-1967, 1982, 1984-1989, 1999-2003, 2006-2008, 2013-2014, 2018-2019                   |
| São José                      | Porto Alegre          | 22  | 1963-1967, 1979-1981, 1983-1996                                                          |
| Rio-Grandense                 | Rio Grande            | 22  | 1963-1965, 1969, 1978-1984, 1986-1987, 1989, 1991-1993, 1995-1997, 1999, 2004            |
| Tupy                          | Crissiumal            | 21  | 1966, 1970, 1978-1979, 1987-1991, 2005-2006, 2014-2023                                   |
| Guarani                       | Venâncio Aires        | 21  | 1964-1966, 1969-1970, 1989-1990, 2006, 2008, 2010-2012, 2015-2023                        |
| Gaúcho                        | Passo Fundo           | 21  | 1963-1966, 201977, 1981, 1982, 1984, 1987, 1990, 2001-2005, 2010-2011, 2013, 2022-       |
| Cruzeiro                      | Cachoeirinha          | 20  | 1966-1967, 1991-1992, 1996-1999, 2004-2010, 2019-2022, 2024-                             |
| Esportivo                     | Bento Gonçalves       | 18  | 1963-1969, 1981, 1999, 2011-2012, 2015-2019, 2022, 2024-                                 |
| Cachoeira                     | Cachoeira do Sul      | 18  | 1963-1970, 1978, 1980, 1982, 2002-2008                                                   |
| São Luiz                      | Ijuí                  | 17  | 1963-1966, 1970, 1975, 1987-1990, 2004-2006, 2015-2017                                   |
| Santa Cruz                    | Santa Cruz do Sul     | 17  | 1963-1967, 1979-1983, 2014-2018, 2022-2023                                               |
| Estrela                       | Estrela               | 16  | 1963-1969, 1977, 1980, 1984-1988, 2006, 2008                                             |
| Pratense                      | Nova Prata            | 16  | 1979-1981, 1983-1995                                                                     |
| Rosário                       | Rosário do Sul        | 16  | 1978-1979, 1982-1989, 1991-1996                                                          |
| Três Passos                   | Três Passos           | 16  | 1966, 1970, 1987-1992, 1995, 2005-2011                                                   |
| Aimoré                        | São Leopoldo          | 16  | 1979-1982, 1987, 2006-2011, 2013, 2017-2018, 2024-                                       |
| Pelotas                       | Pelotas               | 15  | 1981-1983, 2005-2009, 2015-2018, 2022-                                                   |
| Pradense                      | Antônio Prado         | 12  | 1978-1979, 1982-1984, 1986-1988, 1990-1993                                               |
| Encantado                     | Encantado             | 12  | 1964-1966, 1969-1970, 1979, 1987-1988, 1990, 1992-1994                                   |
| Tabajara-Guaibá               | Getúlio Vargas        | 12  | 1964-1966, 1968, 1970, 1982, 1984, 1987, 1989-1990, 1995-1996                            |
| Panambi                       | Panambi               | 12  | 2004, 2007-2017                                                                          |
| Brasil de Pelotas             | Pelotas               | 12  | 1989-1990, 1999-2004, 2010-2013                                                          |
| SER Santo Ângelo              | Santo Ângelo          | 12  | 1995, 2005-2007, 2009-2016                                                               |
| SER São Gabriel               | São Gabriel           | 12  | 1979-1980, 1982, 1984-1990, 1992, 1994                                                   |
| Passo Fundo                   | Passo Fundo           | 12  | 1986, 2008, 2010-2012, 2018-                                                             |
| União Frederiquense           | Frederico Westphalen  | 12  | 2011-2014, 2016-2021, 2023-                                                              |
| EC São Gabriel                | São Gabriel           | 10  | 2015-                                                                                    |
| Grêmio São José               | Cachoeira do Sul      | 10  | 1993-1997, 1999-2002, 2008                                                               |
| 14 de Julho                   | Passo Fundo           | 10  | 1963-1968, 1982-1985                                                                     |
| Santa Bárbara                 | Santa Bárbara do Sul  | 10  | 1978, 1984-1990, 1992, 1995                                                              |
| Ipiranga                      | Sarandi               | 10  | 1990-1993, 1998-1999, 2004-2007                                                          |
| São Borja                     | São Borja             | 9   | 1988, 1990-1996, 2019                                                                    |
| Atlético Carazinho            | Carazinho             | 9   | 1970, 1982, 1984, 1992-1994, 2009-2011                                                   |
| Guarany de Cruz Alta          | Cruz Alta             | 9   | 1963, 1965-1966, 1986-1987, 1989, 1998-1999, 2001                                        |
| Grêmio Juventude              | Guaporé               | 9   | 1963-1966, 1969-1970, 1979, 1982-1983                                                    |
| Juventus                      | Santa Rosa            | 9   | 1997-1999, 2002, 2005-2006, 2010-2012                                                    |
| Grêmio Santanense             | Santana do Livramento | 9   | 1963, 1968, 1986-1991, 1999, 2001-2002                                                   |
| Novo Hamburgo                 | Novo Hamburgo         | 8   | 1988, 1994-1996, 1999-2000, 2002-2003                                                    |
| Cruzeiro de Santiago          | Santiago              | 8   | 1984, 1986-1991,bo 1993                                                                  |
| Elite                         | Santo Ângelo          | 8   | 1963-1966, 1970, 1986-1988                                                               |
| Santoangelense                | Santo Ângelo          | 8   | 1963-1966, 1970, 1986-1987, 1989                                                         |
| São Gabriel FC                | São Gabriel           | 8   | 1998-1999, 2001, 2006-2010                                                               |
| Uruguaiana                    | Uruguaiana            | 8   | 1963, 1966-1967, 1982, 1987-1988, 2004-2005                                              |
| Veranópolis                   | Veranópolis           | 7   | 1992-1993, 2020-                                                                         |
| Grêmio Riograndense           | Cruz Alta             | 7   | 1963-1966, 1978-1979, 1999                                                               |
| Nacional                      | Cruz Alta             | 7   | 1963-1967, 2004-2005                                                                     |
| Atlântico                     | Erechim               | 7   | 1963-1968, 1970                                                                          |
| Botafogo de Fagundes Varela   | Fagundes Varela       | 7   | 1979, 1987-1991, 1994                                                                    |
| Garibaldi                     | Garibaldi             | 7   | 2003-2007, 2010-2011                                                                     |
| Flamengo                      | Horizontina           | 7   | 1988-1993, 2005                                                                          |
| Milan                         | Júlio de Castilhos    | 7   | 1995-1996, 2008-2012                                                                     |
| Palmeirense                   | Palmeira das Missões  | 7   | 1970, 1993, 1995, 1999-2001, 2004                                                        |
| Tamoyo                        | Santo Ângelo          | 7   | 1963-1968, 1970                                                                          |
| Botafogo de Três de Maio      | Três de Maio          | 7   | 1970, 1986-1991                                                                          |
| Canoas FC                     | Canoas                | 6   | 1984, 1998-2002                                                                          |
| Carazinhense                  | Carazinho             | 6   | 1997-1999, 2004-2006                                                                     |
| Porto Alegre                  | Porto Alegre          | 6   | 2004-2009                                                                                |
| Dínamo                        | Santa Rosa            | 6   | 1986-1990, 1994                                                                          |
| Sapucaiense                   | Sapucaia do Sul       | 6   | 2005-2007, 2010-2012                                                                     |
| Taquariense                   | Taquari               | 6   | 1993-1995, 1999-2001                                                                     |
| Veranense                     | Veranópolis           | 6   | 1979, 1986-1989, 1991                                                                    |
| Internacional                 | Arroio Grande         | 5   | 1993-1996, 1999                                                                          |
| Grêmio Atlético Glória        | Carazinho             | 5   | 1963, 1965-1968                                                                          |
| Atlético Lansul               | Esteio                | 5   | 1963-1967                                                                                |
| Cerâmica                      | Gravataí              | 5   | 2008-2011, 2014                                                                          |
| Grêmio Esportivo Gaúcho       | Ijuí                  | 5   | 1963-1966, 1970                                                                          |
| São José de Lajeado           | Lajeado               | 5   | 1963-1965, 1969-1970                                                                     |
| Esperança                     | Novo Hamburgo         | 5   | 1963-1967                                                                                |
| Pinheiros                     | Taquari               | 5   | 1994-1998                                                                                |
| Mundo Novo                    | Três Coroas           | 5   | 1965-1966, 1970, 1979, 1982                                                              |
| Oriental                      | Três de Maio          | 5   | 1986-1990                                                                                |
| GEPO                          | Tupanciretã           | 5   | 1978-1979, 1981-1982, 1984                                                               |
| Guarany de Camaquã            | Camaquã               | 4   | 2010-2013                                                                                |
| Veterano FC                   | Carazinho             | 4   | 1965-1968                                                                                |
| Aurora FC                     | Cerro Largo           | 4   | 1987-1989, 1991                                                                          |
| FC Montenegro                 | Montenegro            | 4   | 1963-1965, 1970                                                                          |
| Brasil FC                     | Quaraí                | 4   | 1979, 1987-1989                                                                          |
| Guarany Atlântico FC          | Santa Maria           | 4   | 1963-1966, 1969                                                                          |
| Armour                        | Santana do Livramento | 4   | 1975, 1978, 1980, 1982                                                                   |
| Grêmio Esportivo Nacional     | São Leopoldo          | 4   | 1963-1966                                                                                |
| Dalban                        | Veranópolis           | 4   | 1970, 1987-1989                                                                          |
| Alegrete                      | Alegrete              | 3   | 1982-1984                                                                                |
| RS Futebol                    | Alvorada              | 3   | 2003-2005                                                                                |
| SER Cidreira                  | Cidreira              | 3   | 1995-1997                                                                                |
| 14 de Julho de Erechim        | Erechim               | 3   | 1964-1966                                                                                |
| Guarany de Garibaldi          | Garibaldi             | 3   | 1990-1992                                                                                |
| EC Fortes e Livres            | Muçum                 | 3   | 1966, 1969-1970                                                                          |
| Nova Prata                    | Nova Prata            | 3   | 2011, 2014-2015                                                                          |
| Riograndense FC (Passo Fundo) | Passo Fundo           | 3   | 1963-1965                                                                                |
| Internacional B               | Porto Alegre          | 3   | 2005-2007                                                                                |
| Riopardense                   | Rio Pardo             | 3   | 2012-2014                                                                                |
| Guarani de Uruguaiana         | Uruguaiana            | 3   | 1992-1994                                                                                |
| Monsoon                       | Porto Alegre          | 2   | 2023-                                                                                    |
| Flamengo de Alegrete          | Alegrete              | 2   | 2008-2009                                                                                |
| 15 de Novembro                | Campo Bom             | 2   | 1994, 1999                                                                               |
| Canoas SC                     | Canoas                | 2   | 2003, 2014                                                                               |
| Caxias                        | Caxias do Sul         | 2   | 1967, 2016                                                                               |
| Marau                         | Marau                 | 2   | 2014, 2016                                                                               |
| CA Bancário                   | Pelotas               | 2   | 1963-1965                                                                                |
| AE Santo Ângelo               | Santo Ângelo          | 2   | 1978, 1988                                                                               |
| Inter de São Borja            | São Borja             | 2   | 1966, 1970                                                                               |
| Cruzeiro de São Gabriel       | São Gabriel           | 2   | 1965-1966                                                                                |
| Cruzeiro-Gabrielense          | São Gabriel           | 2   | 1967-1968                                                                                |
| Gabrielense                   | São Gabriel           | 2   | 1966, 1999                                                                               |
| AE Sapiranga                  | Sapiranga             | 2   | 2004-2005                                                                                |
| SC Taquarense                 | Taquara               | 2   | 1966-1967                                                                                |
| CER Miraguaí                  | Tenente Portela       | 2   | 1965-1966                                                                                |
| Torrense                      | Torres                | 2   | 1998-1999                                                                                |
| Trêsmaiense                   | Três de Maio          | 2   | 1992-1993                                                                                |
| Sá Viana                      | Uruguaiana            | 2   | 1964, 1979                                                                               |
| Ferro Carril                  | Uruguaiana            | 2   | 1965, 1983                                                                               |
| Guarani de Alegrete           | Alegrete              | 1   | 1970                                                                                     |
| Butiá FC                      | Butiá                 | 1   | 1999                                                                                     |
| EC Juventude B                | Caxias do Sul         | 1   | 2006                                                                                     |
| Cruz Alta                     | Cruz Alta             | 1   | 2008                                                                                     |
| Guarany de Espumoso           | Espumoso              | 1   | 1970                                                                                     |
| SER Estrela                   | Estrela               | 1   | 1990                                                                                     |
| Itapagé                       | Frederico Westphalen  | 1   | 1966                                                                                     |
| Aliança                       | Gaurama               | 1   | 1966                                                                                     |
| Lutador                       | Getúlio Vargas        | 1   | 1966                                                                                     |
| Paladino                      | Gravataí              | 1   | 1966                                                                                     |
| Rio Pardo                     | Rio Pardo             | 1   | 2009                                                                                     |
| Naútico                       | Rio Pardo             | 1   | 1970                                                                                     |
| Municipal                     | São Gabriel           | 1   | 1964                                                                                     |
| São Gabriel                   | São Gabriel           | 1   | 1993                                                                                     |
| Vinte de Setembro             | Uruguaiana            | 1   | 2004                                                                                     |
| Arroio Grande                 | Arroio Grande         | 1   | 1994                                                                                     |
| Universal                     | Quaraí                | 1   | 1994                                                                                     |
| Vila Rosa                     | Dois Irmãos           | 1   | 1994                                                                                     |
| Futebol com Vida              | Viamão                | 1   | 2024-                                                                                    |

1. ↑  Cruzeiro speelde voor 2013 in Porto Alegre
2. ↑  Porto Alegre FC speelde in 2004 en 2005 als Lami FC
3. ↑  De club heet nu Pedrabranca FC maar speelde onder deze naam nog niet in de tweede klasse
4. ↑  Canoas speelde in 2003 als SC Ulbra
5. ↑  Caxias  speelde in 1967 als Grêmio Esportivo Flamengo
6. ↑  EC Cruzeiro-Gabrielense was een fusie die twee jaar stand hield tussen rivalen Cruzeiro en Gabrielense

Acre · Alagoas · Amapá · Amazonas · Bahia · Ceará · Distrito Federal · Espírito Santo · Goiás · Maranhão · Mato Grosso · Mato Grosso do Sul · Minas Gerais · Pará · Paraíba · Paraná · Pernambuco · Piauí · Rio de Janeiro · Rio Grande do Norte · Rio Grande do Sul · Rondônia · Roraima · Santa Catarina · São Paulo · Sergipe · Tocantins